# Graveworm
Ne doit pas être confondu avec Gravewürm.
Graveworm est un groupe de black metal symphonique italien, originaire de Brunico (Bolzano), dans le Trentin-Haut-Adige. Graveworm est un groupe de black metal qui soutient les mouvements LGBT[réf. nécessaire], pas au niveau des paroles de leur musique, mais au travers d'engagements de la part des membres du groupe. Le nom Graveworm signifie « vers de tombe » en anglais.

## Biographie
Graveworm se forme en 1992 à Brunico par des membres italiens et allemands. Le premier label de Graveworm se nomme Serenades Records, où ils enregistrent en 1997 leur premier EP, Eternal Winds. Pendant leurs premières tournées en compagnie de Crematory, Therion et Lake of Tears, le groupe fait la promotion de son album When Daylight's Gone. En 1998, L'EP Underneath the Crescent Moon est enregistré, avec Sarah Jezebel Deva (Cradle of Filth, Therion) dans la piste Awake...Thy Angels of Sorrow. Graveworm se rendent au Wacken Open Air (Allemagne) avec des groupes comme Children of Bodom, Cradle of Filth et Vader. Le deuxième album As The Angels Reach The Beauty est fini en 1999, et est suivi par une tournée européenne avec le groupe Agathodaimon.
Scourge of Malice est enregistré en 2001. Cet album déclenchera une réelle reconnaissance du groupe dans le monde du metal. En 2002, Ils passent sur le label allemand de Nuclear Blast Records. À ce moment, Didi Schraffel (basse) quitte le groupe et Harry Klenk (guitare) est remplacé par Eric Treffel. Treffel quitte le groupe la même année et est remplacé par Eric Righi à la guitare. L'année suivante, le groupe sort Engraved In Black qui passera malheureusement relativement inaperçu dans la scène metal extrême symphonique, en raison de la sortie des albums Death Cult Armageddon de Dimmu Borgir et de Damnation And A Day de Cradle of Filth.
Dans le courant de l'année 2005, le groupe sort (N)Utopia qui marque un certain tournant dans leur musique: les éléments gothiques y sont mis en retrait pour des influences death. En 2007 le groupe sort son album studio Collateral Defect. En août 2008, le groupe est entré dans les studios pour commencer à produire un nouvel album qui est sorti en juin de l'année 2009, il s'agit de Diabolical Figures.
En 2011, Graveworm sort son huitième album studio, Fragments of Death. Cet album marque un tournant plus death dans la carrière du groupe, délaissant quelque peu les éléments black symphoniques jusque-là très présents. En 2012, Thomas Orgler (guitare) et Sabine Mair (claviers) quittent le groupe. Stefan Unterpertinger (guitare) intègre la formation. En mai 2014, le groupe entre en studio afin de préparer un nouvel album . L'album porte le nom de Ascending Hate et sort le 19 juin en Europe, et le 7 juillet en Amérique du Nord. Pour l'occasion, le guitariste-fondateur Stefan Unterpertinger réintègre le groupe, tandis que partent Thomas Orgler (guitare), Harry Klenk (guitare) et Sabine Mair (clavier).

## Style musical
Graveworm est un groupe de black metal symphonique, avec de fortes influences gothiques sur leurs premières productions (au niveau des claviers), qui seront remplacées au fur et à mesure de leur évolution par des éléments de death metal (au niveau de l'utilisation d'un chant guttural).
Graveworm est connu pour alterner dans son chant une voix black très aigüe et une voix death beaucoup plus grave, cela fait qu'ils sont souvent comparés au groupe Cradle of Filth pour l'alternance d'un chant grave et d'un chant aigu. Ils utilisent également des voix claires, mais beaucoup plus rarement (notamment sur le titre Fragile Side de l'album Collateral Defect).

## Membres

### Membres actuels
- Stefan Unterpertinger – guitare (1992-2003, depuis 2012)
- Maschtl Innerbichler - batterie (depuis 1997)
- Stefan Fiori – chant (depuis 1997)
- Eric Righi – guitare (depuis 2011)
- Florian Reiner - basse (depuis 2011)

### Anciens membres
- Didi Schraffel – basse (1997-2001)
- Sabine Mair – clavier (1997-2012)
- Eric Treffel – guitare (2001)
- Lukas Flarer – guitare (2003-2005)
- Harry Klenk – guitare (1997-2001), basse (2003-2012)
- Thomas – guitare (2005-2012)

## Discographie

### Albums studio
- 1997 : When Daylight's Gone
- 1999 : As The Angels Reach The Beauty
- 2001 : Scourge of Malice
- 2003 : Engraved In Black
- 2005 : (N)Utopia
- 2007 : Collateral Defect
- 2009 : Diabolical Figures
- 2011 : Fragments of Death
- 2015 : Ascending Hate

### Autres réalisations
- 1997 : Demo 97
- 1997 : Eternal Winds
- 1998 : Underneath The Crescent Moon
- 1998 : Awaiting The Shining